# Omar (Bíblia)
Omar (em hebraico: עומר, em árabe: عمر;[carece de fontes?]) que significa "eloquente", foi neto de Esaú e filho de Elifaz, o primogênito de Esaú. Seu nome é mencionado em Gênesis 36:11 e 1 Crônicas 1:36, e recebeu o título de "duque" ou "chefe"..